# Raquel Acinas Poncelas
Raquel Acinas Poncelas   (l'Hospitalet de Llobregat, 12 d'abril de 1978) és una ciclista que ha representat la selecció espanyola als Jocs Paralímpics d'estiu de 2008 i 2012 en les proves de carretera i de pista. També ha participat als Campionats del Món de 2013.
L'1 d'agost de 2004, Raquel Acinas, amb 26 anys, va patir un accident de motocicleta arran del qual van haver d'amputar-li la cama esquerra. L'any 2011, va ser protagonista d'un documental titulat La Teoría del Espiralismo, patrocinat per la Fundación Cultural Banesto i promogut pel Comitè Paralímpic Espanyol.
Raquel Acinas és una ciclista de la categoria C2. El seu entrenador és Bernat Moreno. Es va classificar per participar en els Jocs Paralímpics de Londres després de guanyar un parell de medalles d'or a la Copa Mundial de Segòvia. Va competir als Jocs Paralímpics de 2012. En la prova dels 48 quilòmetres va acabar en cinquena posició amb un temps d'1:39.51.